# Santa Cruz Buena Vista
Santa Cruz Buena Vista är en ort i Mexiko.   Den ligger i kommunen Misantla och delstaten Veracruz, i den sydöstra delen av landet, 240 km öster om huvudstaden Mexico City. Santa Cruz Buena Vista ligger 583 meter över havet och antalet invånare är 339.
Terrängen runt Santa Cruz Buena Vista är kuperad norrut, men söderut är den bergig. Runt Santa Cruz Buena Vista är det ganska tätbefolkat, med 111 invånare per kvadratkilometer. Närmaste större samhälle är Misantla, 9,6 km norr om Santa Cruz Buena Vista. I omgivningarna runt Santa Cruz Buena Vista växer i huvudsak städsegrön lövskog.